# فهرست افراد دانشگاه شیراز
فهرست افراد دانشگاه شیراز شامل استادان برتر و ماندگار و همچنین دانش‌آموختگان و دیگر افراد سرشناس دانشگاه شیراز می‌باشد.

### چهره‌های ماندگار
چهره‌های ماندگار عنوان همایشی است که توسط بنیان چهره‌های ماندگار برگزار می‌گردد. تاکنون ده نفر از استادان و محققان به نام دانشگاه جز برگزیدگان همایش چهره‌های ماندگار بوده‌اند.
- محمود یعقوبی: چهرهٔ ماندگار سال ۱۳۸۱
- منصور رستگار فسایی: چهرهٔ ماندگار سال ۱۳۸۲
- حبیب‌الله فیروزآبادی: چهرهٔ ماندگار سال ۱۳۸۲
- کرامت الله ایزدپناه: چهرهٔ ماندگار سال ۱۳۸۳
- افسانه صفوی: چهرهٔ ماندگار سال ۱۳۸۵
- سید علی‌اکبر حسینی سروری: چهرهٔ ماندگار سال ۱۳۸۶
- ارسلان قهرمانی: چهرهٔ ماندگار سال ۱۳۸۷
- منصور طاهری: چهرهٔ ماندگار سال ۱۳۸۷
- جعفر مهراد: چهرهٔ ماندگار سال ۱۳۸۹
- محمدمهدی علیشاهی: چهرهٔ ماندگار سال ۱۳۸۹
- داریوش مولا: استاد برگزیده فرهنگستان علوم ایران سال ۱۳۹۸

### دانشمندان سرشناس
- ناصر ایرانپور: دانشمند برجسته جهان اسلام سال ۱۳۸۷؛ دانشمند ایرانی مؤسسه ISI سال ۱۳۸۴
- افسانه صفوی: دانشمند برجسته جهان اسلام و جوان‌ترین دانشمند زن از طرف آکادمی علوم جهان سوم سال ۱۳۸۷
- حبیب فیروزآبادی: دانشمند برجسته جهان اسلام؛ دانشمند برتر کشورهای جهان سوم سال ۱۳۸۴
- علیرضا سپاس خواه: دانشمند برجسته جهان اسلام سال ۱۳۸۷
- محمود مشفقیان: دانشمند برجسته جهان اسلام سال ۱۳۸۷
- بهمن تمامی: دانشمند برجسته جهان اسلام سال ۱۳۸۷
- هاشم شرقی: دانشمند ایرانی مؤسسه ISI

### محققین برتر کشوری
- رحمت‌الله مرزوقی: پژوهشگر نمونهٔ کشوری سال ۱۳۸۰
- حبیب فیروزآبادی: پژوهشگر نمونهٔ کشوری سال ۱۳۸۰
- سعید نظیفی: پژوهشگر نمونهٔ کشوری سال ۱۳۸۴
- علیرضا سپاس‌خواه: پژوهشگر برگزیده گروه کشاورزی، دامپزشکی سال ۱۳۸۷
- محمدرضا رحیم‌پور: پژوهشگر برگزیده گروه علوم فنی مهندسی سال ۱۳۸۷
- افسانه صفوی: پژوهشگر برگزیده گروه علوم پایه سال ۱۳۸۷
- کاووس حسنلی: پژوهشگر برگزیده گروه علوم انسانی سال ۱۳۸۷
- جواد ترکمانی: دانشمند برتر بر اساس ISC سال ۱۳۸۷
- بهرام همتی‌نژاد: پژوهشگر نمونه در علوم پایه سال ۱۳۸۸
- احمد عریان: پژوهشگر برگزیده کشوری سال ۱۳۹۰
- محمدرضا رحیم پور: پژوهشگر برگزیده کشوری سال ۱۳۹۰
- فرید مر: پژوهشگر برگزیده کشوری سال ۱۳۹۰

### استادان نمونهٔ کشوری
- داریوش مولا: استاد برگزیده فرهنگستان علوم ایران سال ۱۳۹۸
- کمال جانقربان: استاد نمونه کشوری سال ۱۳۸۸
- سعید نظیفی: استاد نمونه کشوری سال ۱۳۸۶
- محمود یعقوبی: استاد نمونه کشوری سال ۱۳۸۵
- محمدرضا اسکندری: استاد نمونه کشوری سال ۱۳۸۵
- مرتضی خوشخوی: استاد نمونه کشوری سال ۱۳۸۵
- علیرضا سپاس خواه: استاد نمونه کشوری سال ۱۳۸۵
- کرامت‌الله ایزدپناه: استاد نمونه کشوری سال ۱۳۸۴
- افسانه صفوی: استاد نمونه کشوری سال ۱۳۸۰
- هاشم شرقی: استاد نمونه کشوری سال ۱۳۸۲
- فرید مر: استاد نمونه کشوری سال ۱۳۸۲
- سید رضا قاضی: استاد نمونه کشوری سال ۱۳۷۹
- کریم صدیقی: استاد نمونه کشوری سال ۱۳۷۷
- لطف‌الله یارمحمدی: استاد نمونه کشوری سال ۱۳۷۶
- علیرضا سپاس خواه: استاد نمونه کشوری سال ۱۳۷۴

### دانش‌آموختگان و استادان
- آرتور پوپ، استاد دانشگاه
- ابراهیم نبوی
- اسماعیل کهرم
- امراله ابجدیان
- ایرج بشیری
- پرویز خائفی
- پریسا مقتدی
- جعفر توفیقی، وزیر علوم
- جعفر قادری، نماینده مجلس
- جعفر مهراد
- حبیب اله شهری
- داود شهیدی
- رضا ملک‌زاده، وزیر بهداشت
- ریچارد فرای، استاد دانشگاه
- سعدالله نصیری قیداری
- سید محمد احمدی، استاندار فارس
- سیروس شمیسا
- عطاالله مهاجرانی، وزیر فرهنگ
- علی باباچاهی
- علیرضا طهماسبی
- غلامعلی حداد عادل ،رئیس مجلس شورای اسلامی
- فرج‌الله رجبی، شهردار شیراز ۱۳۷۶
- قاسم کاکایی
- لئونارد لویزون
- محسن کدیور
- محمد رسول اف
- محمد سلیمانی
- محمد قائد
- محمد همایون
- محمود فرشیدی
- مریم کشاورز
- مصطفی معین، وزیر علوم، تحقیقات و فناوری
- منصور حکمت
- منصور رستگار فسایی
- نظام‌الدین فقیه
- سید محمد تربتی، بنیانگذار انجمن علمی مطالعات جهان WSSA

### مشاهیر

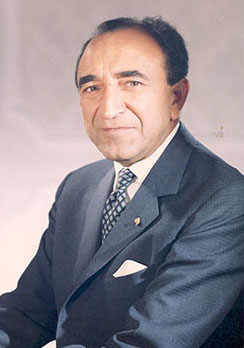
اسدالله علم: نخست‌وزیر ایران در حکومت پهلوی.
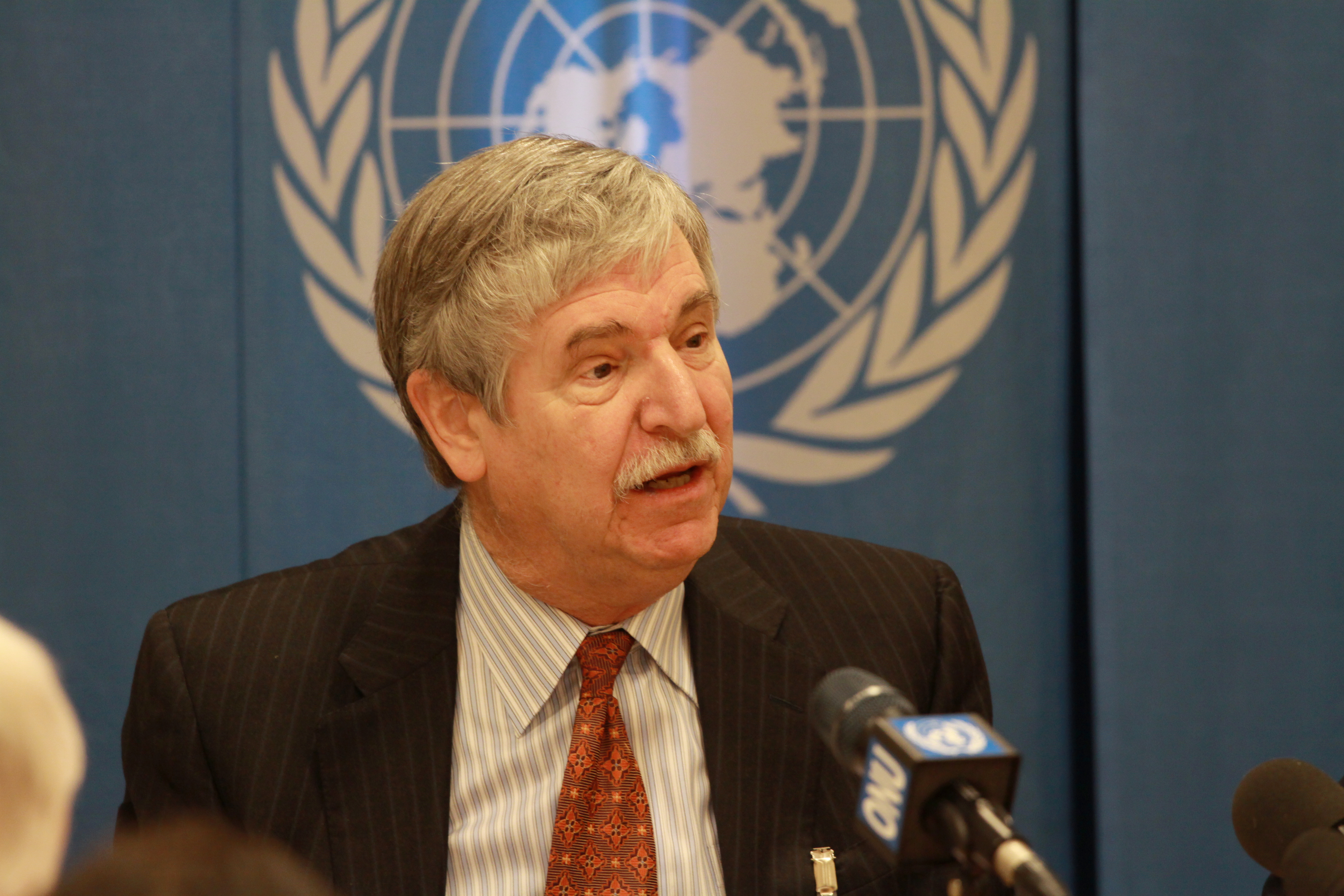
جان لیمبرت: دستیار معاون وزیر امور خارجه آمریکا و مسئول میز ایران در این وزارتخانه.
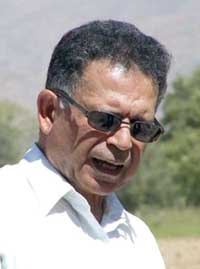
علیرضا شاپور شهبازی: باستان‌شناس، تاریخ‌نگار، استاد دانشگاه شیراز و بنیانگذار بنداد تحقیقات هخامنشی.
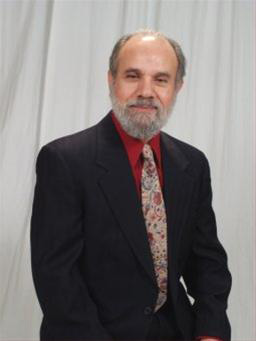
ایرج بشیری: استاد تاریخ دانشگاه مینه‌سوتا در آمریکا و پژوهشگر تاریخِ آسیای مرکزی و ایران.
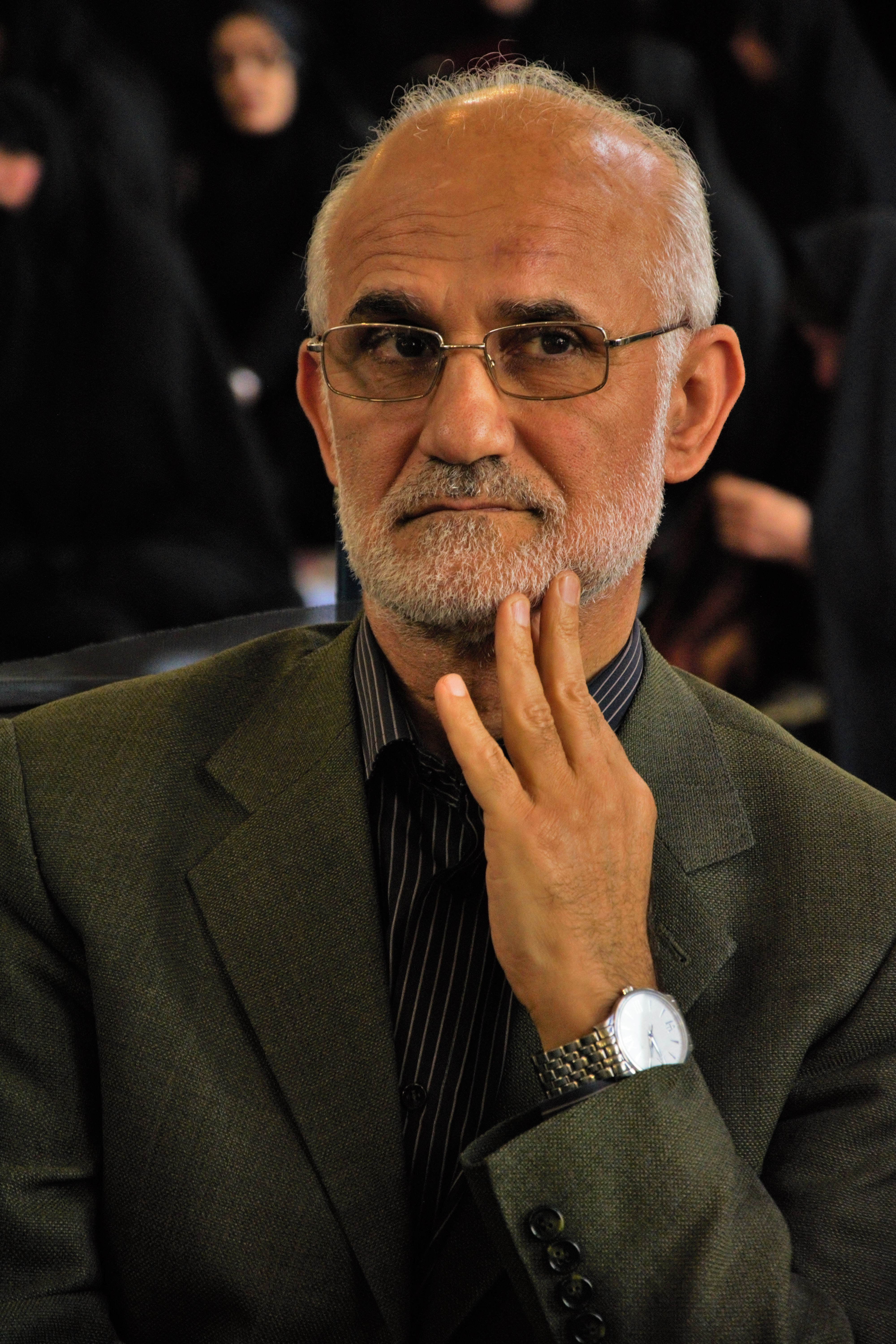
مصطفی معین: سیاستمدار ایرانی و وزیر سابق فرهنگ و آموزش عالی و وزیر علوم، تحقیقات و فناوری
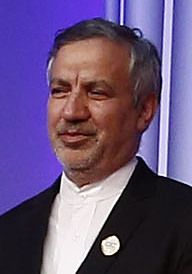
عطاءالله مهاجرانی: وزیر سابق فرهنگ و ارشاد اسلامی.
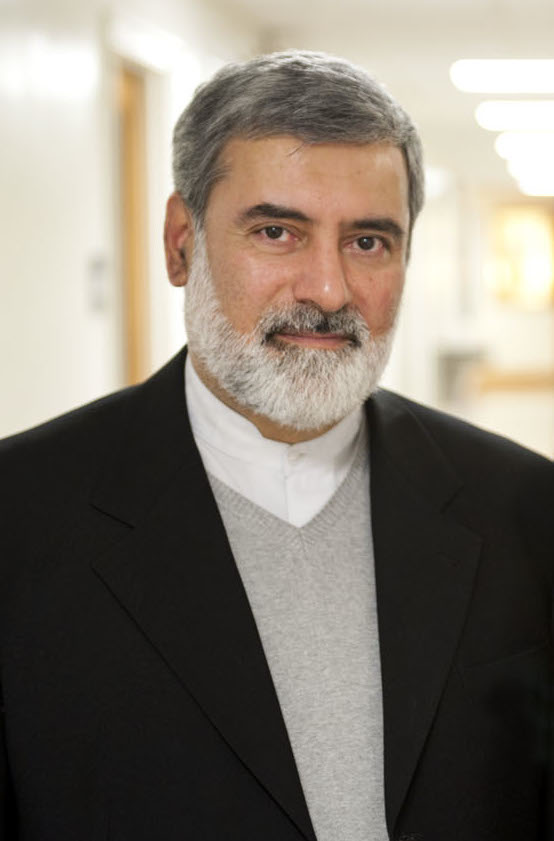
محسن کدیور: فلسفه‌دان، مجتهد، نویسنده، اندیشمند دینی، و استاد پژوهشی دانشگاه دوک در آمریکا.
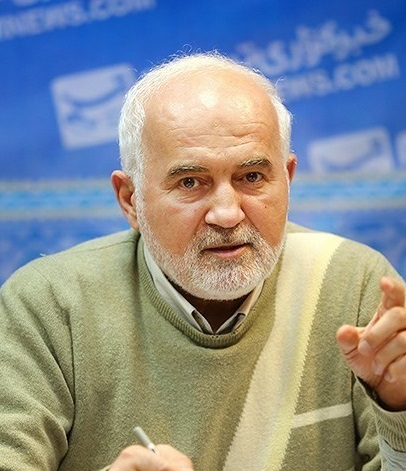
احمد توکلی: سیاست‌مدار، عضو مجمع تشخیص مصلحت نظام و نمایندهٔ سابق مجلس شورای اسلامی.
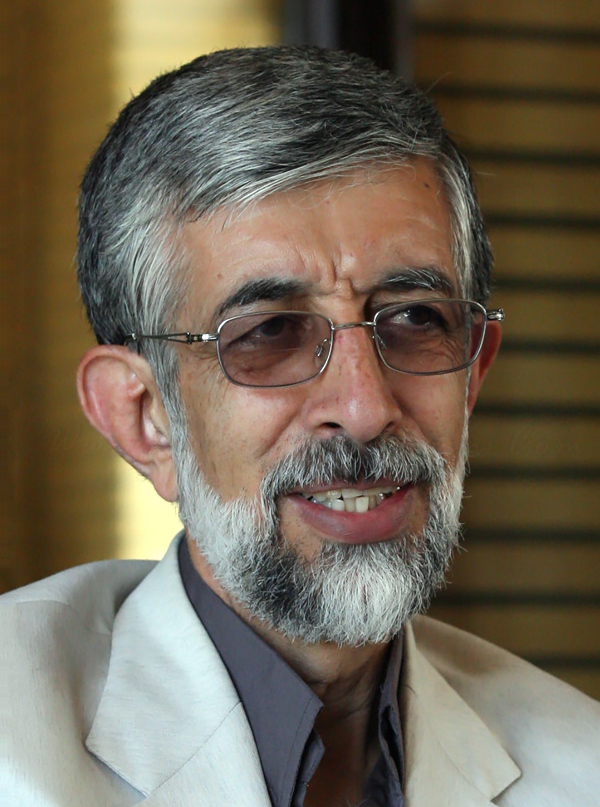
غلامعلی حداد عادل: سیاستمدار و رئیس پیشین رئیس مجلس شورای اسلامی.
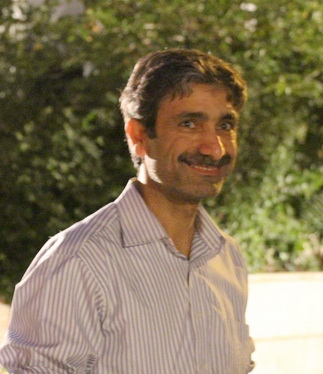
حسین بهاروند: دانشمند برجستهٔ سلول‌های بنیادی در پژوهشگاه رویان.
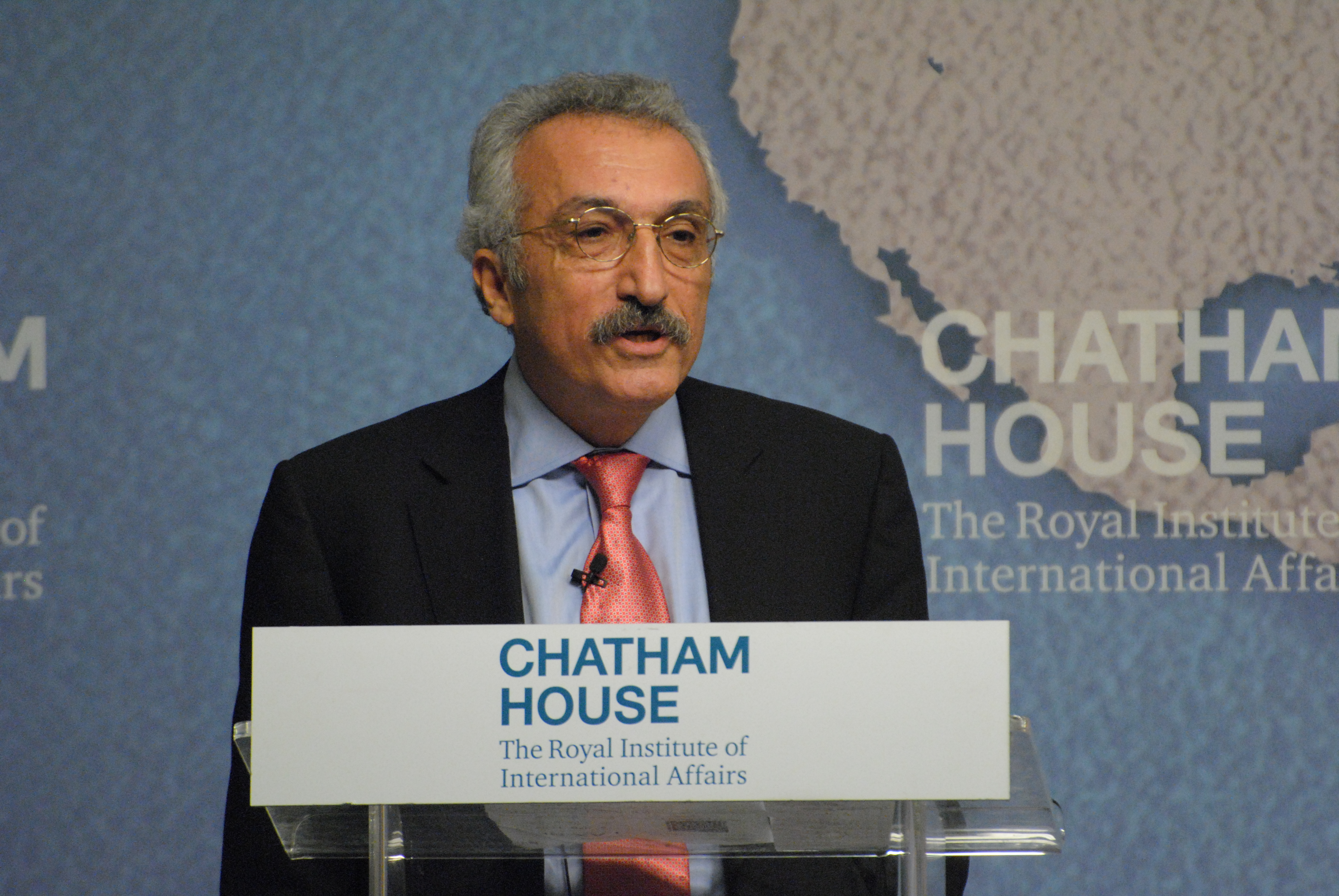
عباس میلانی:
مورخ، ایران‌شناس، پژوهشگر، نویسنده و مدیر برنامهٔ مطالعات ایرانی در دانشگاه استنفورد.